# Ровангчхари
Ровангчхари (бенг. রোয়াংছড়ি, англ. Rowangchhari) — город на юго-востоке Бангладеш, административный центр одноимённого подокруга. Площадь города равна 54,39 км². По данным переписи 2001 года, в городе проживало 3583 человека, из которых мужчины составляли 56,88 %, женщины — соответственно 43,12 %. Плотность населения равнялась 66 чел. на 1 км². Уровень грамотности населения составлял 28,5 % (при среднем по Бангладеш показателе 43,1 %). 